# Lignières (Loir-et-Cher)
Lignières – miejscowość i gmina we Francji, w Regionie Centralnym, w departamencie Loir-et-Cher.
Według danych na rok 2008 gminę zamieszkiwały 402 osoby, a gęstość zaludnienia wynosiła 25 osób/km².